# إلياس سحاب
إلياس سحاب (1937-) هو باحث وموسيقي وناقد فني فلسطيني. ولد في مدينة يافا وهجر منها عام 1948 بعد أحداث النكبة إلى عمان ثم إستقرت العائلة في بيروت.

## مسيرته الفنية
نشأ في عائلة تهتم بالموسيقى، مما ساهم في تطوير موهبته الموسيقية، تلقى تعليمه الموسيقي الأولي في المنزل على يد أفراد عائلته. بعد انتقاله إلى بيروت، قابل العديد من الموسيقيين والمطربين خاصة في مصر ولبنان، وجمعته صداقة قوية مع العديد منهم، وعلى وجه الخصوص محمد عبد الوهاب.
بدأ مسيرته الصحافية في عام 1961، حيث كتب في الصحافة السياسية والموسيقية على حد سواء، استمر في تأليف الكتب وكتابة المقالات الموسيقية، واهتم بنقل معرفته الموسيقية إلى الجمهور من خلال تنظيم أمسيات سماع ونقاش، هذه الأمسيات كانت تتناول تفاصيل فنية دقيقة، وتتيح للحضور سماع تسجيلات نادرة لأشهر الفنانين العرب.

## إسهاماته
- بدأ سحاب منذ أواخر التسعينات بعقد محاضرات موسيقية في بيروت، حيث يعزف نماذج موسيقية كاملة ويحللها للحضور. وفي العام 2005، بدأت جمعية السبيل التي تشرف على المكتبة العامة لبلدية بيروت بدعوته لتقديم أمسيات موسيقية في المكتبة، تُعقد مطلع كل شهر وتشهد حضورًا واسعًا من مختلف الأعمار، حيث يقدم سحاب خلالها مقطوعات موسيقية متميزة ويشارك الحضور بقصص وحكايات عن الفنانين.[6]
- ساهم مع إخوته، سليم وفكتور سحاب، في تأليف كتاب "الموسيقى والغناء في فلسطين قبل 1948 وبعدها"، الذي يحفظ التراث الفني الفلسطيني، ويُعد هذا الكتاب مقاومًا للإقتلاع الثقافي والحضاري للشعب الفلسطيني، حيث يدافع عن القضية الفلسطينية من خلال النغم والغناء.[7]
- شارك في برنامج إذاعي شهير بعنوان "طربيات" على إذاعة صوت الخليج، كان يبث تسجيلات بصوته يتناول فيها رؤيته الفنية والنقدية لإبداعات الملحنين والمطربين العرب. يُبث كل ثلاثاء في العاشرة والنصف صباحًا ويستشهد خلاله بأعمال موسيقية مختلفة.[8]

## مؤلفاته
أصدر له عدة كتب وأبحاث، منها:
- كتاب "دفاعًا عن الأغنية العربية"، المؤسسة العربية للدراسات والنشر، 1980.
- كتاب "الفكر السياسي الفلسطيني بعد عام 1948 (القضية الفلسطينية)"، 1990، الموسوعة الفلسطينية ـ المجلد الثالث.
- كتاب "الموسيقى والغناء في فلسطين"، بالاشتراك مع سليم سحاب، 1990، الموسوعة الفلسطينية ـ المجلد الرابع.
- موسوعة أم كلثوم ـ السيرة والأغاني، بالاشتراك مع فكتور سحاب، 2003، في ثلاثة مجلدات عن (موسيقى الشرق).

وصدرله مجموعة كبيرة من المقالات المنشورة منها:
- أسمهان (1912 - 1944) أسطورة الغناء العربي الحديث 70 عاماً على رحيلها.
- فريد الأطرش رسول النغم المشرقي إلى النغم المصري.
- وديع الصافي ... كبير المطربين العرب في النصف الثاني من القرن العشرين.
- فيــــروز العمود الثالث في المؤسسة الرحبانية.
- عبدالحليم حافظ نجم الغناء العربي في النصف الثاني من القرن العشرين.
- رياض السنباطي عملاق الموسيقى العربية المعاصرة.
- الشعرُ المغنَّى للأخطل الصغير.
- محمد عبدالوهاب موسيقار ومطرب القرن العشرين.